# Augusto da Via Labicana
O Augusto da Via Labicana é uma escultura do imperador romano Augusto como Pontífice Máximo, com sua cabeça velada para um sacrifício. A estátua é datada como tendo sido feita após 12 a.C. Foi encontrada em declives do Monte Ópio, na Via Labicana, em 1910. Está agora no Palácio Massimo das Termas no Museu Nacional Romano.
A estátua adiciona outro aspecto para a auto-representação de Augusto; não só ele é o chefe político do Império Romano, ele é também o chefe religioso do mesmo. No Feitos do Divino Augusto 19-21 ele fala sobre todos os seus benefícios religiosos para a cidade de Roma, tais como a construção de templos para "Minerva, Rainha Juno e Júpiter Libertas".
As representações augustanas em forma de estátua são altamente controladas na medida em que existem apenas três ou quatro subgrupos diferentes; baseados em características tais como o detalhe do estilo de cabelo pode ser classificado como um dos "tipos Prima Porta". Como com todas as estátuas de Augusto ele é retratado em um idealizante estilo grego e como muito jovem que sua idade real na época, como oposto para o tradicional retratismo romano republicano.

## História e descrição
A estátua que tem sobrevivido é uma cópia da era tiberiana de um retrato do imperador executada ao final do século I a.C. ou ao início do I d.C. As características em vez de emaciadas sugerem as realizações nos últimos anos de vida, com os sinais já visíveis de doença e de fadiga. Se trata do mais importante retrato augustano desse período "final", um dos poucos encontrados em Roma.
A capita velada é devido à função de Pontífice Máximo do imperador: o braço direito, quebrado, teve provavelmente na mão uma pátera, um prato ritual para o derramamento de vinho durante um sacrifício. A cabeça foi esculpida separadamente, por um especialista.

## Estilo
Como em outras obras da arte augustana a realização é mais fria e "acadêmica": o efeito de fadiga e distância psicológica de Augusto é na maioria devido à obra de sublimação em direção à séria arte grega clássica, qual tem como efeito uma imagem estudada de desapego e espiritualidade do príncipe. A frieza da face é bem revelada no tratamento "metálico" do cabelo. Entretanto, a face é composta com juízo, com superfícies lisas amplas, mas suficientemente move para evitar um desagradável achatamento.
O amplo sinus da toga está bem conservado, mas penaliza a renderização volumétrica do corpo, que aparece em mais pontos esvaziados em favor do mero efeito de superfície.

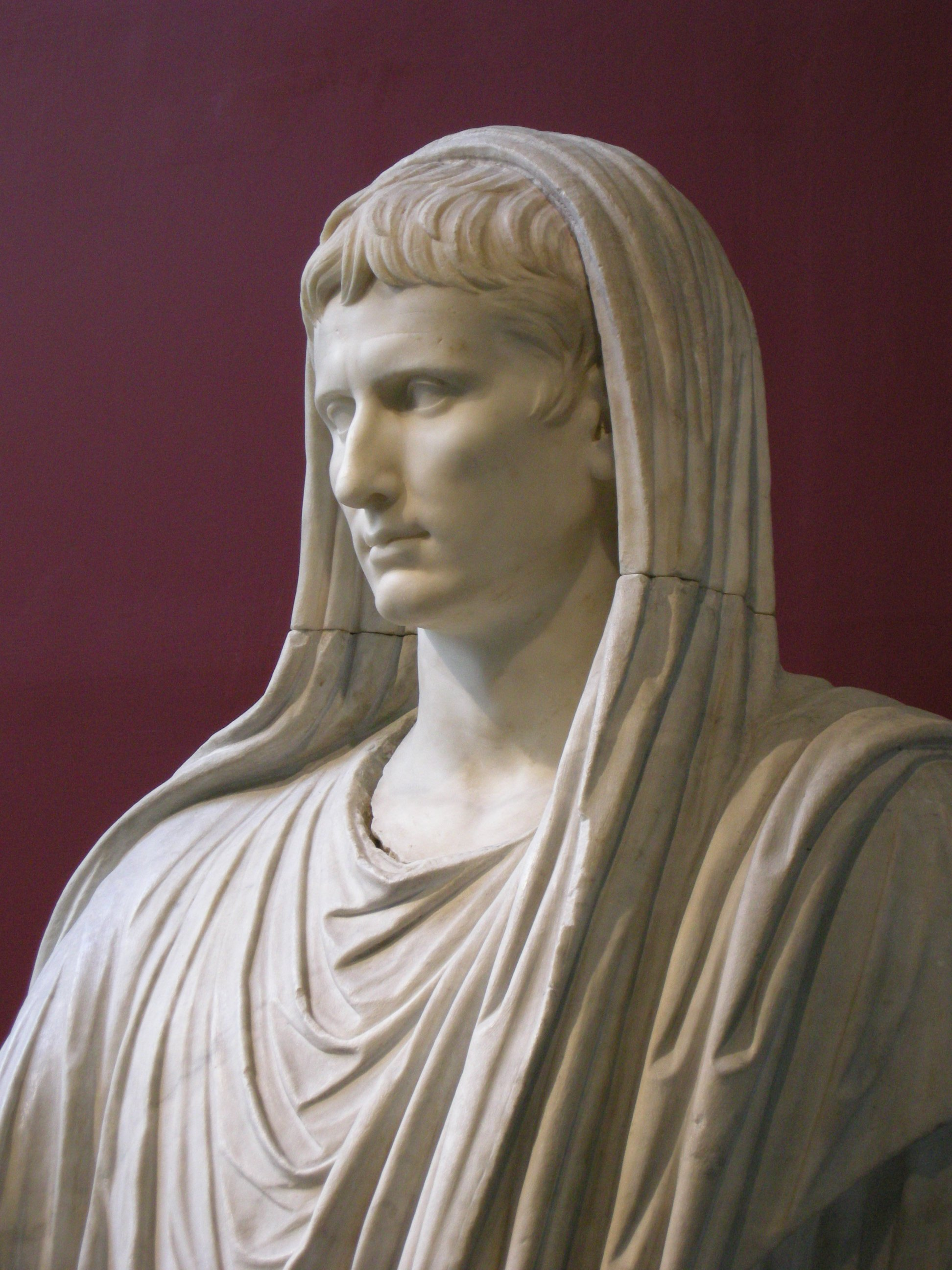
Augusto da Via Labicana (detalhe da face).
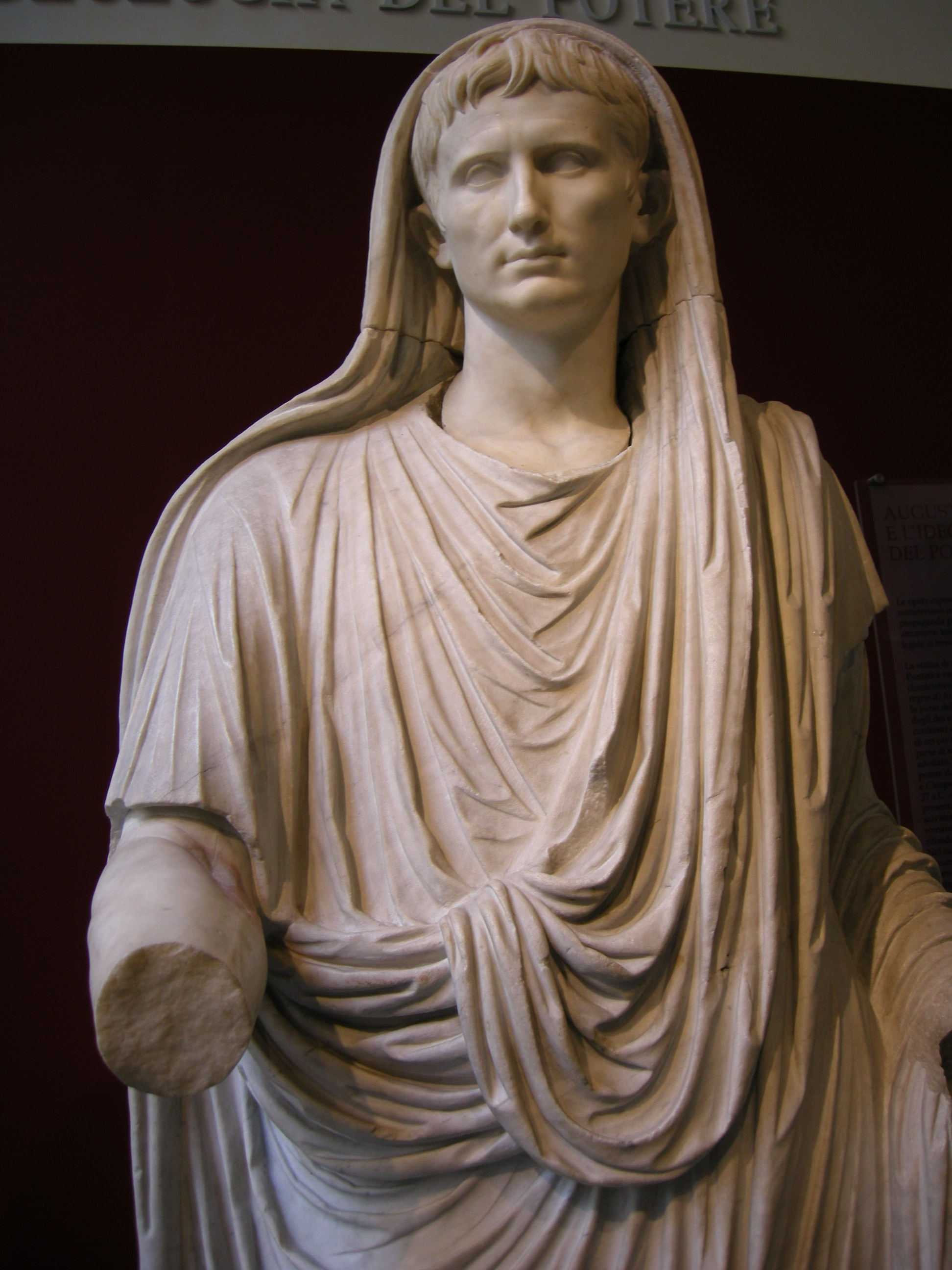
Detalhe da metade do comprimento
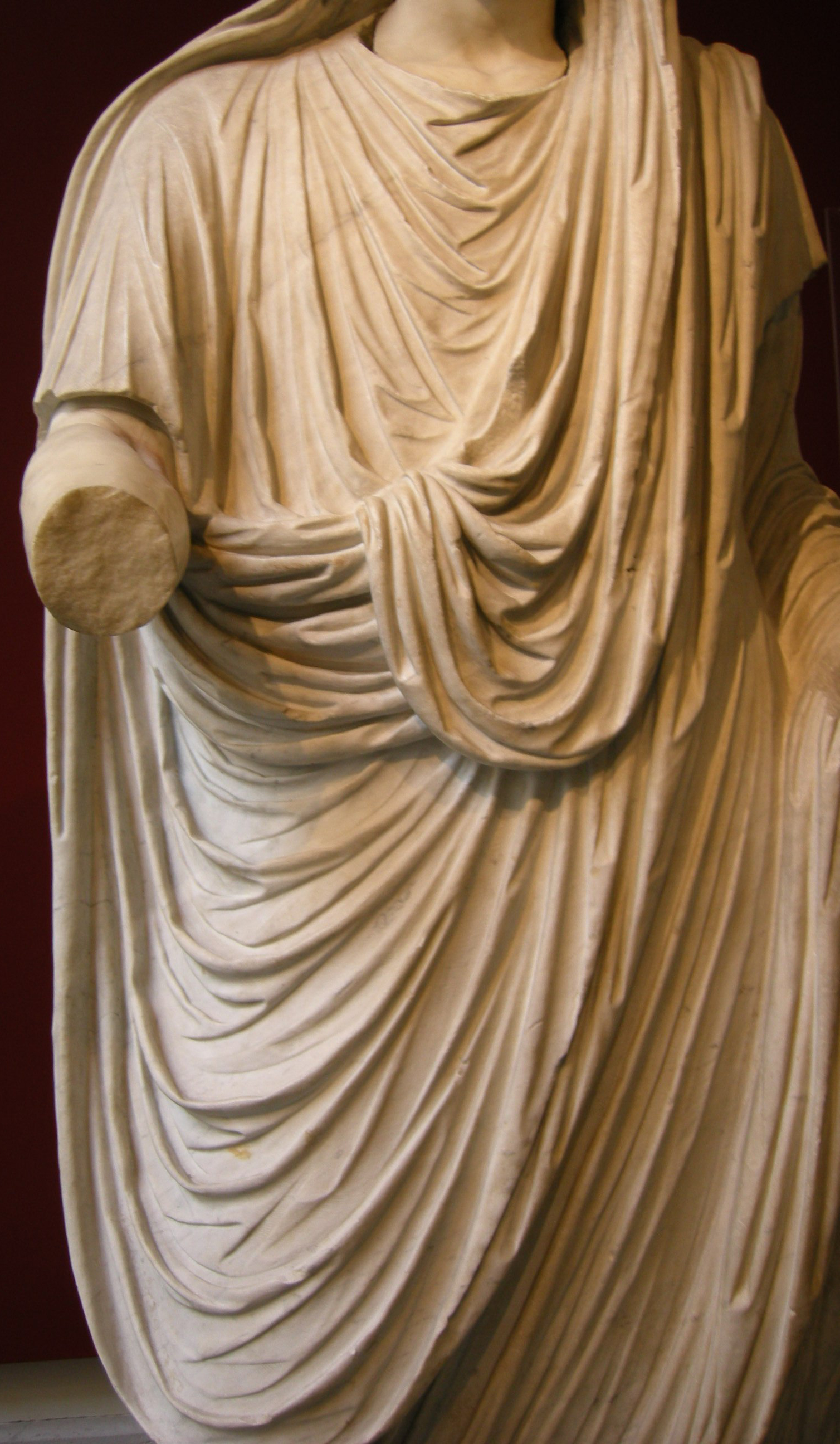
Detalhe da toga
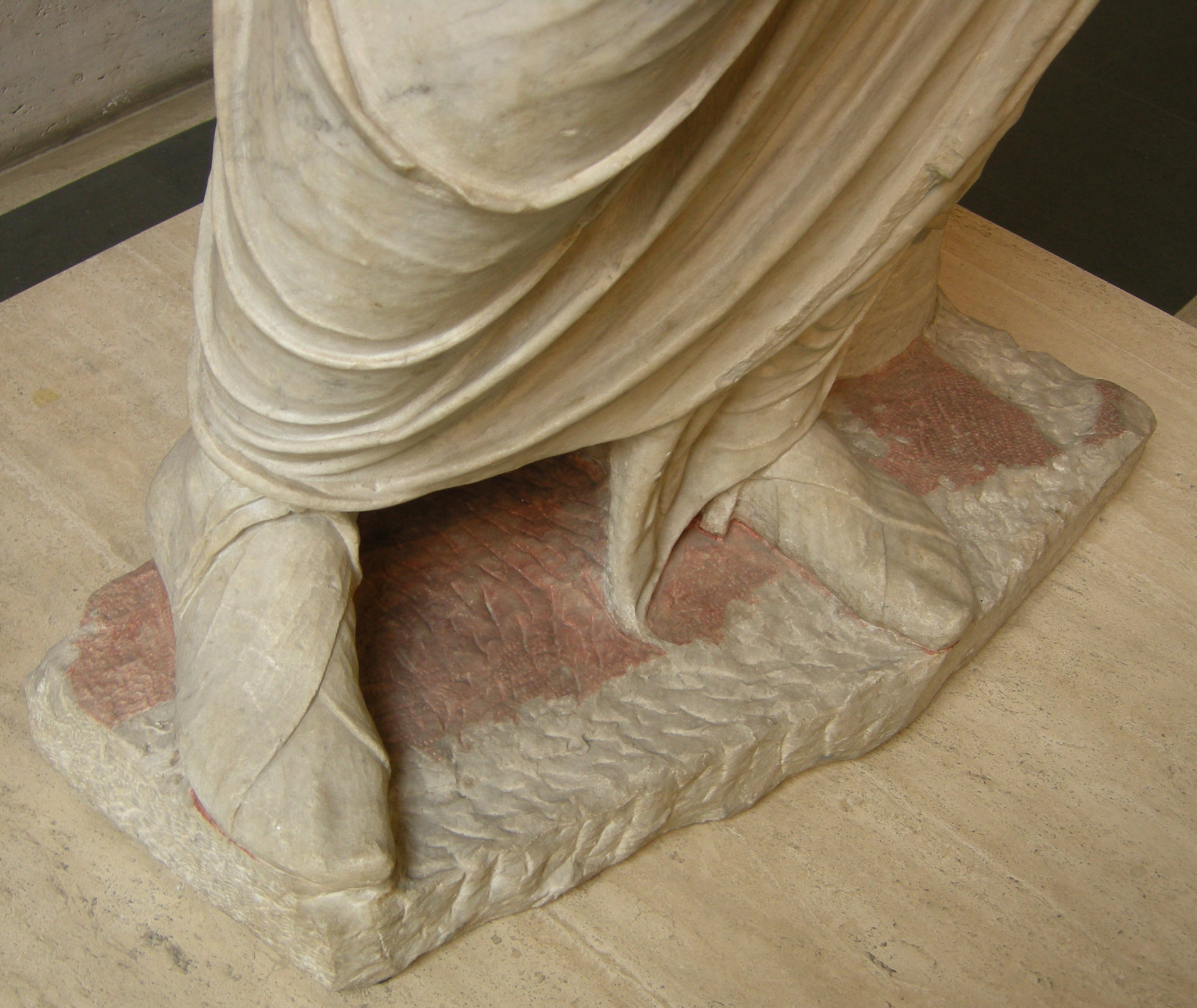
Detalhe da base